# هوانغ سون-هو
هوانغ سون-هو (الكورية: 황선호) هو لاعب كرة الريشة كوري الجنوبي، ولد في 21 أبريل 1975.

## وصلات خارجية
- هوانغ سون-هو على موقع BWF.tournamentsoftware.com (الإنجليزية)
- هوانغ سون-هو على موقع BWFbadminton.com (الإنجليزية)
- هوانغ سون-هو على موقع اللجنة الأولمبية الدولية (الإنجليزية)
- هوانغ سون-هو على موقع أوليمبيديا (الإنجليزية)